# Гусев, Владимир Поликарпович
Влади́мир Полика́рпович Гу́сев (27 мая 1940, Чаны, Новосибирская область — 14 декабря 2023, Новосибирск) ― советский и российский дирижёр, музыкальный педагог, профессор. Народный артист Российской Федерации (1997), Заслуженный деятель искусств РСФСР (1980). Почётный гражданин Новосибирской области (2017). Художественный руководитель и главный дирижёр Русского академического оркестра Новосибирской филармонии (1976—2023).

## Биография
Владимир Поликарпович родился 27 мая 1940 года в селе Чаны Новосибирской области. Владимир Поликарпович Гусев вспоминал:

«В доме очень рано появился музыкальный инструмент. Мне было 5 лет, когда с фронта вернулся мой дядя, мамин брат. Его баян стоял на сундуке. Детское любопытство ― кнопочки, меха, всё это надо было испытать на ощупь, слух ― и довело меня до такой жизни».
В 1965 году окончил Новосибирскую государственную консерваторию имени М. И. Глинки по классу баяна у Александра Васильевича Рыбалкина, а в 1970 — аспирантуру по специальности «Дирижирование» у Ильи Акимовича Зайдентрегера. На протяжении всего периода обучения Владимир Поликарпович занимался инструментовкой в классе заслуженного деятеля искусств РСФСР И. М. Гуляева, что впоследствии обусловило создание многочисленных переложений и транскрипций для оркестра русских народных инструментов.
Свой профессиональный путь начинал в качестве преподавателя Дальневосточного института искусств, где с 1965 по 1968 год заведовал кафедрой народных инструментов.
В 1969 году становится вторым дирижёром оркестра русских народных инструментов Новосибирского радио и телевидения (ныне — Русский академический оркестр), а с 1976 года — его художественным руководителем и главным дирижёром. Под руководством Гусева коллектив значительно расширил свой состав, накопил самобытный репертуар и был удостоен звания «Академический».
На протяжении многих лет Владимир Гусев органично сочетал исполнительскую деятельность в оркестре с педагогической работой в Новосибирской консерватории, в которой отработал почти 40 лет — сначала в качестве заведующего кафедрой народных инструментов (1971—1978), а затем доцента (1980) и профессора (1987). В классе Гусева квалификацию дирижёра получили свыше 50 человек. Его ученики преподают в ведущих ВУЗах Сибири и Дальнего Востока, являются руководителями оркестров.
Благодаря инициативе Владимира Гусева и Русского академического оркестра Новосибирской государственной филармонии в 2014 году рождён фестиваль «Струны Сибири». Фестиваль направлен на формирование и повышение у жителей Новосибирской области интереса к национальной культуре, ее истории, традициям оркестрового исполнительства на народных инструментах, способствует продвижению современных достижений музыкального исполнительства.
Владимир Гусев являлся постоянным членом жюри региональных и международных музыкальных конкурсов, автором многочисленных переложений и транскрипций для оркестра русских народных инструментов.
Скончался 14 декабря 2023 года. Похоронен на Заельцовском кладбище Новосибирска.

## Награды
- Действительный член Петровской Академии наук и искусств (с 1995 года)[6].
- Заслуженный деятель искусств РСФСР (1980)[6].
- Народный артист Российской Федерации (1997)[6].
- Человек года (премия мэрии г. Новосибирска, 2001)[6].
- Обладатель премии Новосибирской филармонии Золотой ключ (2001)[6].
- Медаль «За вклад в наследие народов России» (2002).
- Знак отличия «За заслуги перед Новосибирской областью» (2003)
- Орден Почёта (2008)[7].
- Лауреат Государственной премии Новосибирской области (2011)[6].
- Почётный гражданин Новосибирской области (2017)[6].